# Le Progrès égyptien
Le Progrès égyptien est un quotidien francophone égyptien, fondé en 1893 avec une version hebdomadaire : Progrès Dimanche.
L'actuel président du conseil d'administration est Ali Hachem et le rédacteur en chef, Ahmed El-Bardissi.
Un premier journal Le Progrès égyptien, hebdomadaire, est publié à Alexandrie entre le 4 juillet 1868 et 1870, année d'arrêt de sa parution.
Un nouveau journal est créé en 1893. Il y a eu plusieurs épisodes dans l'existence de ce journal :
- Le Progrès, quotidien fondé par Eteoclis Kyriacopoulo au Caire en 1893 ;
- Le Progrès égyptien, nouveau titre du précédent ;
- Le Progrès Dimanche, version hebdomadaire à partir de 1948.

Le Progrès égyptien est le dernier quotidien francophone en Égypte. C'est dire son importance pour la pérennité et la vitalité de la presse francophone dans ce pays de plus de 95 millions d'habitants où environ 8,4 % de la population possède des bases de la langue française. 
Néanmoins, compte tenu des circonstances internationales, le journal connaît actuellement un regain d'intérêt certain dans le pays.
L'édition hebdomadaire, Le Progrès Dimanche, renforce encore la présence de la langue française sur la scène de la presse égyptienne francophone.
Le tirage oscille entre 8 000 et 15 000 exemplaires avec une moyenne quotidienne d'au moins 11 000 exemplaires.

## Ligne éditoriale
La rédaction est caractérisée par son adoption totale des positions présidentielles et de la politique gouvernementale.